# Melodifestivalen 1973
Das Melodifestivalen 1973 war der schwedische Vorentscheid für den Eurovision Song Contest 1973 in Luxemburg (Luxemburg). Es war die 14. Ausgabe des von der öffentlich-rechtlichen Rundfunkanstalt Sveriges Radio veranstalteten Wettbewerbs. Das Duo Malta, dass sich für den Eurovision Song Contest in Nova umbenannte, konnte den Wettbewerb mit ihrem Lied Sommar'n som aldrig säger nej gewinnen.

## Format

### Konzept
Wie im Vorjahr wurden am Finalabend wieder Punkte durch eine Fachjury vergeben, wobei jeder Juror seine drei Lieblingsbeiträge, die mit je fünf (für den 1. Platz), drei (für den 2. Platz) Punkten bzw. einem Punkt (für den 3. Platz) prämiert wurden. Alle übrigen Beiträge erhielten keine Punkte. Jedes Jurorenergebnis floss unverändert in die Gesamtwertung ein. Die Fachjury wurde komplett neu besetzt und bestand dabei aus den folgenden elf Juroren:
- Oscar Hedlund, Journalist bei Dagens Nyheter
- Michele Claire, in Schweden geborene Künstlerin mit einer Popband in Italien
- Alain Leroux, Studiomusiker und Arrangeur aus Frankreich
- Linda van Dyck, Sängerin und Schauspielerin aus den Niederlanden
- Hayati Kafe, türkischstämmiger Sänger
- Ivan Renliden, Pianist
- Svante Thuresson, Sänger
- Peter Holm, Sänger
- Anna Sundqvist, Schauspielerin
- Allan Schulman, Fernsehproduzent
- Marie Bergman, Sängerin in der Band Family Four

Das Konzept wurde in den Folgejahren, nach Kritik am Ergebnis, nicht mehr weiterverfolgt.

### Beitragswahl
Das Konzept des Vorjahres, Künstler zum Wettbewerb einzuladen und für diese Lieder komponieren zu lassen, die eingeschickt werden konnten, wurde verworfen. Stattdessen lud Sveriges Radio vorab Komponisten ein, die die Beiträge für die zehn Interpreten schrieben und sich im Nachgang für die präsentierenden Künstler entschieden. Eine Regelung, dass auch ausländische Staatsangehörige Beiträge einreichen durften, die im Vorjahr einmalig galt, fand keine Anwendung mehr.

## Teilnehmer

### Zurückkehrende Interpreten
Bemerkenswert ist die erstmalige Teilnahme der Gruppe Björn & Benny, Agnetha & Anni-Frid, die im Folgejahr als ABBA erneut teilnahm, sowohl das Melodifestivalen als auch den Eurovision Song Contest gewinnen konnte und infolgedessen eine internationale Karriere startete. Ihr 1973 vorgetragenes Lied Ring Ring lancierte zu einem internationalen Erfolg und war im Jahr der Teilnahme, gemessen an den Verkaufszahlen, der erfolgreichste Beitrag beim Melodifestivalen.
| Interpret                                                            | Vorheriges Teilnahmejahr  |
| -------------------------------------------------------------------- | ------------------------- |
| Anni-Frid Lyngstad (als Teil von Björn & Benny, Agnetha & Anni-Frid) | 1969 (als Solokünstlerin) |
| Ann-Louise Hanson (als Teil von Glenmarks)                           | 1963, 1966, 1967, 1969    |
| Claes-Göran Hederström                                               | 1968                      |
| Lill-Babs                                                            | 1960, 1961                |
| Mona Wessman (Duett mit Kerstin Aulén)                               | 1968                      |

*Fett-markierte Teilnahmejahre stehen für Sieger des Melodifestivalen.

### Dirigenten
Für vier der zehn Beiträge fungierte Lars Samuelson als Dirigent, in der Startreihenfolge der Beiträge:
- Ding-dong von Lasse Berghagen
- Oh, vilken härlig da’ von Ted Gärdestad
- Ring ring (bara du slog en signal) von Björn & Benny, Agnetha & Anni-Frid
- En liten sång (som alla andra) von Glenmarks

Für drei der zehn Beiträge fungierte Mats Olsson als Dirigent, in der Startreihenfolge der Beiträge:
- En frusen ros von Inga-Lill Nilsson
- Helledudane, en sån karl von Kerstin Aulén & Mona Wessman
- Historien om en vän von Claes-Göran Hederström

Bei drei Beiträgen waren andere Dirigenten leitend, in der Startreihenfolge der Beiträge:
- Peter Totth beim Beitrag von Lill-Babs
- Monica Dominique beim Beitrag von Malta
- Bengt-Arne Wallin beim Auftritt von Ann-Kristin Hedmark

## Finale

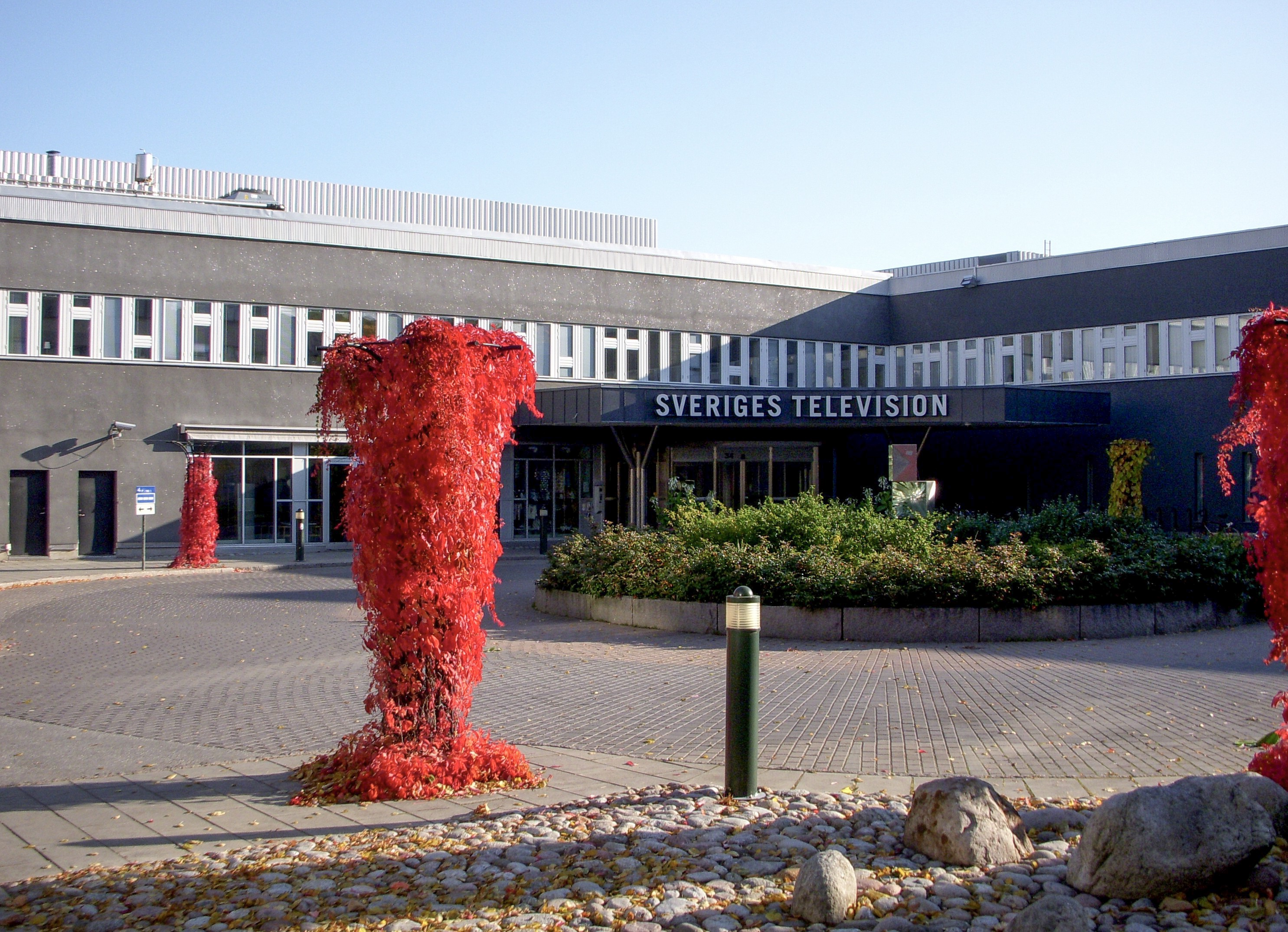
Der Eingang zum Gebäudekomplex TV-huset in Stockholm, von der Oxenstiernsgatan aus gesehen, im September 2008

Das Finale fand am 10. Februar 1973 in Studio 1 des TV-huset in Stockholm statt. Als Gastgeberin fungierte Alicia Lundberg.
| Platz | Startnr. | Interpret                          | Lied Musik (M) und Text (T)                                                               | Übersetzung (inoffiziell)             | Oscar Hedlund | Michele Claire | Alain Leroux | Linda van Dyck | Hayati Kafé | Ivan Renliden | Svante Thuresson | Peter Holm | Anna Sundqvist | Allan Schulman | Marie Bergman | Gesamt |     |   |       |                                                                                          |                                   |   |   |   |   |   |   |   |   |   |   |   |    |
| ----- | -------- | ---------------------------------- | ----------------------------------------------------------------------------------------- | ------------------------------------- | ------------- | -------------- | ------------ | -------------- | ----------- | ------------- | ---------------- | ---------- | -------------- | -------------- | ------------- | ------ | --- | - | ----- | ---------------------------------------------------------------------------------------- | --------------------------------- | - | - | - | - | - | - | - | - | - | - | - | -- |
| Platz | Startnr. | Interpret                          | Lied Musik (M) und Text (T)                                                               | Übersetzung (inoffiziell)             | Oscar Hedlund | Michele Claire | Alain Leroux | Linda van Dyck | Hayati Kafé | Ivan Renliden | Svante Thuresson | Peter Holm | Anna Sundqvist | Allan Schulman | Marie Bergman | Gesamt | 01. | 9 | Malta | Sommar'n som aldrig säger nej M: Monica Dominique, Carl-Axel Dominique, T: Lars Forssell | Der Sommer, der niemals nein sagt | 5 | 1 | 1 | 3 | 3 | 3 | 5 | 1 | 5 | 5 | 5 | 37 |
| 02.   | 10       | Ann-Kristin Hedmark                | I våran värld M: Bengt-Arne Wallin, T: Anja Notini-Wallin                                 | In unserer Welt                       | –             | 5              | 3            | 5              | 5           | 5             | 3                | –          | –              | –              | 3             | 29     |     |   |       |                                                                                          |                                   |   |   |   |   |   |   |   |   |   |   |   |    |
| 03.   | 4        | Björn & Benny, Agnetha & Anni-Frid | Ring ring (bara du slog en signal) M: Benny Andersson, Björn Ulvaeus, T: Stikkan Anderson | Ring Ring (nur du triffst ein Signal) | –             | 3              | –            | –              | –           | –             | –                | 5          | –              | –              | –             | 8      |     |   |       |                                                                                          |                                   |   |   |   |   |   |   |   |   |   |   |   |    |
| 04.   | 2        | Ted Gärdestad                      | Oh, vilken härlig da’ M: Ted Gärdestad, T: Kenneth Gärdestad                              | Oh, was für ein schöner Tag           | 1             | –              | –            | 1              | –           | –             | –                | 3          | –              | 1              | 1             | 7      |     |   |       |                                                                                          |                                   |   |   |   |   |   |   |   |   |   |   |   |    |
| 05.   | 5        | Glenmarks                          | En liten sång (som alla andra) M/T: Östen Warnerbring                                     | Ein kleines Lied (wie alle anderen)   | 3             | –              | –            | –              | –           | –             | 1                | –          | –              | 3              | –             | 7      |     |   |       |                                                                                          |                                   |   |   |   |   |   |   |   |   |   |   |   |    |
| 06.   | 8        | Lill-Babs                          | Avsked från en vän M: Peter Totth, T: Britt Lindeborg                                     | Abschied von einem Freund             | –             | –              | 5            | –              | 1           | 1             | –                | –          | –              | –              | –             | 7      |     |   |       |                                                                                          |                                   |   |   |   |   |   |   |   |   |   |   |   |    |
| 07.   | 1        | Lasse Berghagen                    | Ding-dong M/T: Lasse Berghagen                                                            | –                                     | –             | –              | –            | –              | –           | –             | –                | –          | 3              | –              | –             | 3      |     |   |       |                                                                                          |                                   |   |   |   |   |   |   |   |   |   |   |   |    |
| 08.   | 7        | Claes-Göran Hederström             | Historien om en vän M: Claes Dieden, Anders Henriksson, T: Karin Stigmark                 | Die Geschichte eines Freundes         | –             | –              | –            | –              | –           | –             | –                | –          | 1              | –              | –             | 1      |     |   |       |                                                                                          |                                   |   |   |   |   |   |   |   |   |   |   |   |    |
| 09.   | 3        | Inga-Lill Nilsson                  | En frusen ros M: Mats Olsson, T: Karin Stigmark                                           | Eine gefrorene Rose                   | –             | –              | –            | –              | –           | –             | –                | –          | –              | –              | –             | 0      |     |   |       |                                                                                          |                                   |   |   |   |   |   |   |   |   |   |   |   |    |
| 09.   | 6        | Kerstin Aulén & Mona Wessman       | Helledudane, en sån karl M/T: Peter Himmelstrand                                          | Helledudane, so ein Kerl              | –             | –              | –            | –              | –           | –             | –                | –          | –              | –              | –             | 0      |     |   |       |                                                                                          |                                   |   |   |   |   |   |   |   |   |   |   |   |    |